# ميديكير (الولايات المتحدة)

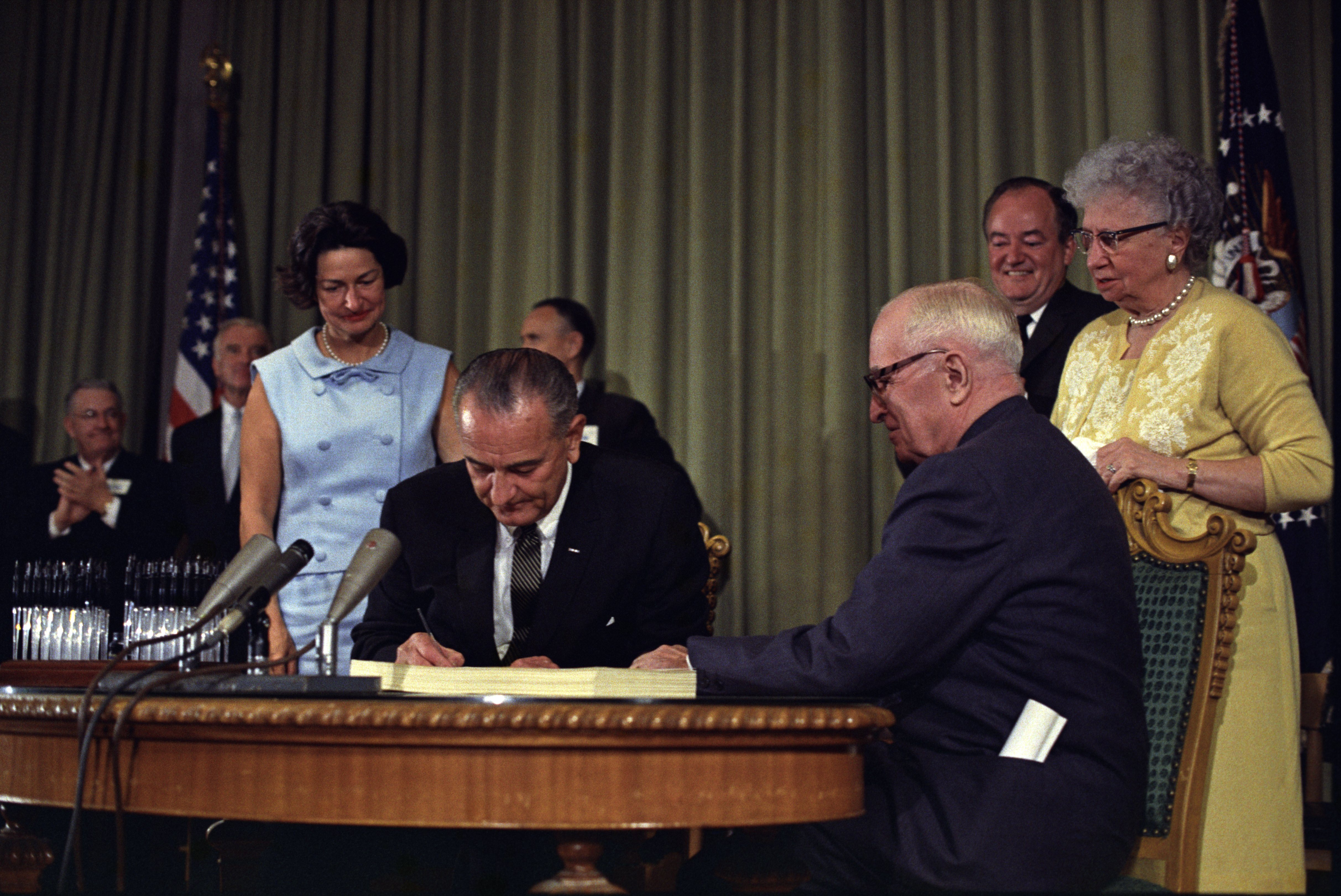

برنامج ميديكير (بالإنجليزية: Medicare)‏ هو البرنامج الفيدرالي الذي يوفر التأمين الصحي للأشخاص الذين يبلغون من العمر 65 عامًا أو أكثر، بالإضافة إلى بعض الأشخاص الأصغر سنًا من ذوي الإعاقة والأشخاص الذين يعانون من فشل كلوي دائم والذين يحتاجون إلى غسيل الكلى أو عملية زرع، والتي تسمى أحيانًا بمرض الكلى في نهاية المرحلة (ESRD)، والتي تعتبر قانونيًا إعاقة. تم تأسيس البرنامج بموجب الباب الثامن عشر من قانون الضمان الاجتماعي، والذي وقعه الرئيس ليندون جونسون ليصبح قانونًا في 30 يوليو 1965. ويتكون البرنامج من أربعة أجزاء، تغطي كل شيء من دخول المستشفى وزيارات الطبيب والخدمات الخاصة والأجهزة الطبية والأدوية الموصوفة، وتديرها مراكز الرعاية والخدمات الطبية، وهي فرع من وزارة الصحة والخدمات الإنسانية الأمريكية. في عام 2012، خدم برنامج Medicare ما يقرب من 50 مليون مستفيد، معظمهم من كبار السن، وفي عام 2009 بلغ إجمالي الإنفاق على الرعاية الصحية الفيدرالية 471.2 مليار دولار.

## تسليط الضوء
تلقى الرئيس السابق هاري ترومان أول بطاقة ميديكير. يمكن لبعض الأفراد أن يكونوا مؤهلين للحصول على كل من Medicare و Medicaid. وبحلول عام 2011، كان ما يقرب من 10 ملايين مستفيد من برنامج ميديكير يتلقون أيضاً برنامج ميديكايد. أغلق قانون الرعاية الميسرة لعام 2010 «الفجوة الدونية» الخاصة بتغطية العقاقير التي تستلزم وصفة طبية من Medicare من خلال تغطية جزء من تكاليف إنفاق المستفيدين من الأدوية الذي يتراوح بين 250 2 و 100 5 دولار في السنة.

## لمحة تاريخية
يشير اسم «ميديكير» في الولايات المتحدة أصلًا إلى برنامج يوفر الرعاية الطبية لعائلات الأشخاص الذين يخدمون في الجيش كجزء من قانون الرعاية الطبية للمُعالين، الذي أُقرّ في عام 1956. عقد الرئيس دوايت أيزنهاور أول مؤتمر للبيت الأبيض حول الشيخوخة في يناير 1961، حيث اقتُرح إنشاء برنامج رعاية صحية للمستفيدين من الضمان الاجتماعي.
أصدر الكونغرس في يوليو 1965 وتحت قيادة الرئيس ليندون جونسون، ميديكير بموجب الباب الثامن عشر من قانون الضمان الاجتماعي لتوفير التأمين الصحي للأشخاص الذين تبلغ أعمارهم 65 عامًا فما فوق، بغض النظر عن الدخل أو التاريخ الطبي. وقع جونسون على تعديلات الضمان الاجتماعي لعام 1965 لتصبح قانونًا في 30 يوليو 1965، وذلك في مكتبة هاري إس ترومان الرئاسية في إنديبندنس في ولاية ميسوري. كان الرئيس السابق هاري إس ترومان وزوجته السيدة الأولى السابقة بيس ترومان، أول متلقّيين للبرنامج. بلغت نسبة الأشخاص فوق 60 عامًا ممن امتلكوا تأمينًا صحيًا قبل إنشاء برنامج ميديكير 60% فقط، وكانت تغطية التأمين باهظة التكاليف أو غير متوفرة في بعض الأحيان بالنسبة للآخرين، إذ دفع الأكبر سنًا أكثر من ثلاثة أضعاف ما دفعه الأشخاص الأصغر سنًا للتأمين الصحي.
أصبح العديد من هذه المجموعة (حوالي 20% من الإجمالي في عام 2015) «مستحقين» لكل من ميديكير وميديكيد عندما أُصدر القانون. حفز برنامج ميديكير الدمج العرقي في عام 1966 في آلاف غرف الانتظار وأروقة المستشفيات ومن خلال ممارسات الأطباء، عن طريق تقديم المدفوعات لمقدمي الرعاية الصحية بشرط إلغاء التمييز العنصري.
يعمل برنامج ميديكير منذ ما يزيد قليلًا عن نصف قرن، وشهد العديد من التغييرات خلال ذلك الوقت. توسعت بنود البرنامج منذ عام 1965، لتشمل منافع النطق والعلاج الفيزيائي وتقويم العمود الفقري في عام 1972. أضاف ميديكير خيار المدفوعات لصناديق العلاج الطبي في سبعينيات القرن العشرين. أضافت الحكومة مزايا رعاية المسنين لمساعدة كبار السن على أساس مؤقت في عام 1982، وجعلت ذلك بصورة دائمة في عام 1984. وسع الكونغرس نطاق الرعاية الطبية في عام 2001 لتغطية الأشخاص الأصغر سنًا الذين يعانون من التصلب الجانبي الضموري (أو متلازمة لو جيهريج). وسع الكونغرس بعد سنوات أهلية الرعاية الطبية إلى الشباب ذوي الإعاقات الدائمة الذين يتلقون مدفوعات التأمين الاجتماعي ضد الإعاقة، وأولئك الذين يعانون من مرض الكلى في المرحلة النهائية.
أُضفي الطابع الرسمي على الشراكة مع صناديق المرضى التي بدأت في سبعينيات القرن العشرين، ووسّعت في عهد الرئيس بيل كلينتون في عام 1997 تحت عنوان ميديكير القسم سي (رغم أن ليس كل رعاة الخطط الصحية في القسم سي يجب أن يكونوا من صناديق العلاج الطبي، إذ أن حوالي 75% منهم كذلك). اعتُمد برنامج ميديكير في عهد الرئيس جورج دبليو بوش عام 2003، لتغطية جميع الأدوية التي تصرف ذاتيًا تقريبًا (ودخل حيز التنفيذ في عام 2006) كجزء من برنامج ميديكير د.

## مقارنة مع التأمين الخاص
يختلف برنامج ميديكير عن التأمين الخاص المتاح للعاملين الأمريكيين من حيث أنه برنامج تأمين اجتماعي. توفر برامج التأمين الاجتماعي مزايا مضمونة قانونًا لجميع السكان (في ظل ظروف معينة، مثل الشيخوخة أو البطالة). تُمول هذه المنافع من جزء كبير من الضرائب الشاملة.
تعدّ ميديكير آلية تأخذ الدولة من خلالها جزءًا من موارد مواطنيها لتوفير الأمن الصحي والمالي لمواطنيها في سن الشيخوخة أو في حالة الإعاقة، ومساعدتهم على التعامل مع التكلفة الهائلة التي لا يمكن التنبؤ بها للرعاية الصحية. تختلف ميديكير في شموليتها اختلافًا جوهريًا عن شركات التأمين الخاصة، التي يجب أن تقرر من يجب أن تغطي وما هي الفوائد التي يجب أن تقدمها لإدارة مجمعات المخاطر الخاصة بها والتأكد من أن تكاليفها لا تتجاوز أقساط التأمين.
لا تستطيع الحكومة الفيدرالية- كونها ملزمة قانونًا بتقديم مزايا الرعاية الطبية لكبار السن وبعض الأمريكيين المعاقين- خفض التكاليف عن طريق تقييد الأهلية أو المزايا، إلا من خلال المرور بعملية تشريعية صعبة، أو من خلال مراجعة تفسيرها للضرورة الطبية. لا يجوز لميديكير بموجب القانون، الدفع إلا مقابل العناصر والخدمات «المعقولة والضرورية لتشخيص مرض أو إصابة وعلاجهما أو لتحسين أداء عضو الجسم المشوه»، ما لم يكن هناك تفويض قانوني آخر للدفع.
يعدّ خفض التكاليف عن طريق خفض الفوائد أمرًا صعبًا، ولكن يمكن للبرنامج أيضًا تحقيق وفورات كبيرة في الأسعار التي يدفعها للرعاية الصحية والنفقات الإدارية، لذا ارتفعت تكاليف شركات التأمين الخاصة بنسبة 60% تقريبًا عن تكاليف الرعاية الطبية منذ عام 1970. يعادل نمو تكلفة ميديكير الآن نمو الناتج المحلي الإجمالي ومن المتوقع أن يظل أقل بكثير من التأمين الخاص خلال العقد المقبل.
يحق لجميع المسجلين في برنامج ميديكير الحصول على التغطية ذاتها، فسياسات التغطية ومعدلات الدفع الخاصة به معروفة للجمهور، نظرًا لتقديمه مزايا محددة قانونيًا. يمكن تصميم الخطط في سوق التأمين الخاص، لتقديم مزايا مختلفة باختلاف العملاء، مما يمكّن الأفراد من تقليل تكاليف التغطية والمخاطرة برعاية قد لا يغطيها التأمين. تعد متطلبات كشف البيانات أقل بكثير من متطلبات الرعاية الطبية في شركات التأمين، وتُظهر الدراسات أن العملاء في القطاع الخاص قد يجدون صعوبة في معرفة ما تغطيه سياستهم، وبأي تكلفة. يمنح ما يجمعه برنامج ميدكير من بيانات حول الاستخدام والتكاليف للمشتركين فيه- بيانات تعاملها شركات التأمين الخاصة على أنها أسرار تجارية- الباحثين معلومات أساسية حول أداء نظام الرعاية الصحية.
لعب برنامج ميديكير أيضًا دورًا مهمًا في إحداث تغييرات في نظام الرعاية الصحية بأكمله. يتمتع ميديكير بسلطة كبيرة لوضع سياسات التسليم والدفع لأنه يدفع مقابل حصة ضخمة من الرعاية الصحية في كل منطقة من مناطق البلاد. روج ميديكير مثلًا لتكييف المدفوعات المرتقبة على أساس الفئات المرتبطة بالتشخيص، مما يمنع مقدمي الخدمة عديمي الضمير من تحديد أسعارهم الباهظة.
منح قانون حماية المريض والرعاية الصحية ميديكير تفويضًا لتعزيز احتواء التكاليف في جميع أنحاء نظام الرعاية الصحية، من خلال تشجيع إنشاء منظمات رعاية مسؤولة أو عن طريق استبدال مدفوعات الرسوم مقابل الخدمة بالمدفوعات المجمعة.